# Forschungsstelle für Deutsches und Europäisches Lebensmittelrecht
Die Forschungsstelle für deutsches und europäisches Lebensmittelrecht ist eine Einrichtung der rechts-, wirtschafts- und lebenswissenschaftlichen Fakultät der Universität Bayreuth, die der Erforschung der komplexen Materie Lebensmittelrecht in deren internationaler und interdisziplinärer Dimension dient. Schon 1990 wurde sie auf Initiative des Arbeitskreises der Bayerischen Ernährungswirtschaft (ABEW) und mit Unterstützung der Bayerischen Staatsregierung gegründet. Kontinuierliche Förderung erfährt sie vom Verein zur Förderung der Forschungsstelle für deutsches und europäisches Lebensmittelrecht mit Sitz in München.

## Lebensmittelrecht als Forschungsgegenstand
Die in der Forschungsstelle gebündelte, wissenschaftliche Beschäftigung mit dem Lebensmittelrecht ist wegen der Komplexität der im steten Wandel begriffenen, im Wesentlichen europarechtlich bestimmten Materie (Bsp.: Health-Claims-VO) intradisziplinär geprägt. Lebensmittelrecht umfasst alle Aspekte der Wertschöpfungskette, damit liegt es quer zu den etablierten rechtlichen Kategorien öffentliches Recht und bürgerliches Recht. Darüber hinaus verweist das Lebensmittelrecht vermehrt auf ökonomische, geistes- und naturwissenschaftliche Methoden und Erkenntnisse, sodass auch diese Aspekte schon bei der Auslegung und Anwendung des Rechts mit erfasst werden. Darum wird in der Bayreuther Forschungseinrichtung entsprechender Sachverstand konzentriert. 
Die Forschungsstelle hat auch eine Schaltstellenfunktion: Sowohl die Ernährungswirtschaft, als auch Politik, Justiz und Verwaltung sowie nicht zuletzt die in Ernährungs- und Verbraucherangelegenheiten stark sensibilisierte Öffentlichkeit verlangen fundierte, belastbare und pragmatische Antworten zu lebensmittelrechtlichen Herausforderungen.

## Aktivitäten
1. Die Organisation von Tagungen dient dem wissenschaftlichen Austausch über aktuelle Herausforderungen des Lebensmittelrechts. Dabei wird Sachverstand aus Wirtschaft, Justiz und Verwaltung eingebunden.
2. Einen weiteren Schwerpunkt bilden die Durchführung von Lehrveranstaltungen zur Materie „Lebensmittelrecht“ sowie die Betreuung diesbezüglicher Promotionsvorhaben.
3. Zudem übernimmt die Forschungsstelle Gutachtenaufträge zu lebensmittelrechtlichen Problemstellungen. Die Forschungsstelle unterhält überdies eine gut ausgestattete Bibliothek.